# Juan Gastañeta
Juan Gastañeta fue un médico y político peruano. 
Fue miembro del Congreso Constituyente de 1822 por el departamento del Cusco. Dicho congreso constituyente fue el que elaboró la primera constitución política del país.
Posteriormente, entre 1833 y 1835 ejerció el cargo de Protomédico del Perú.